# Уотерхаус, Эстер
Эстер Кенуорти Уотерхаус (англ. Esther Kenworthy Waterhouse; урожд. Кенуорти; 1857—1944) — британская художница, театральный критик и художница декоративной керамики.

## Биография

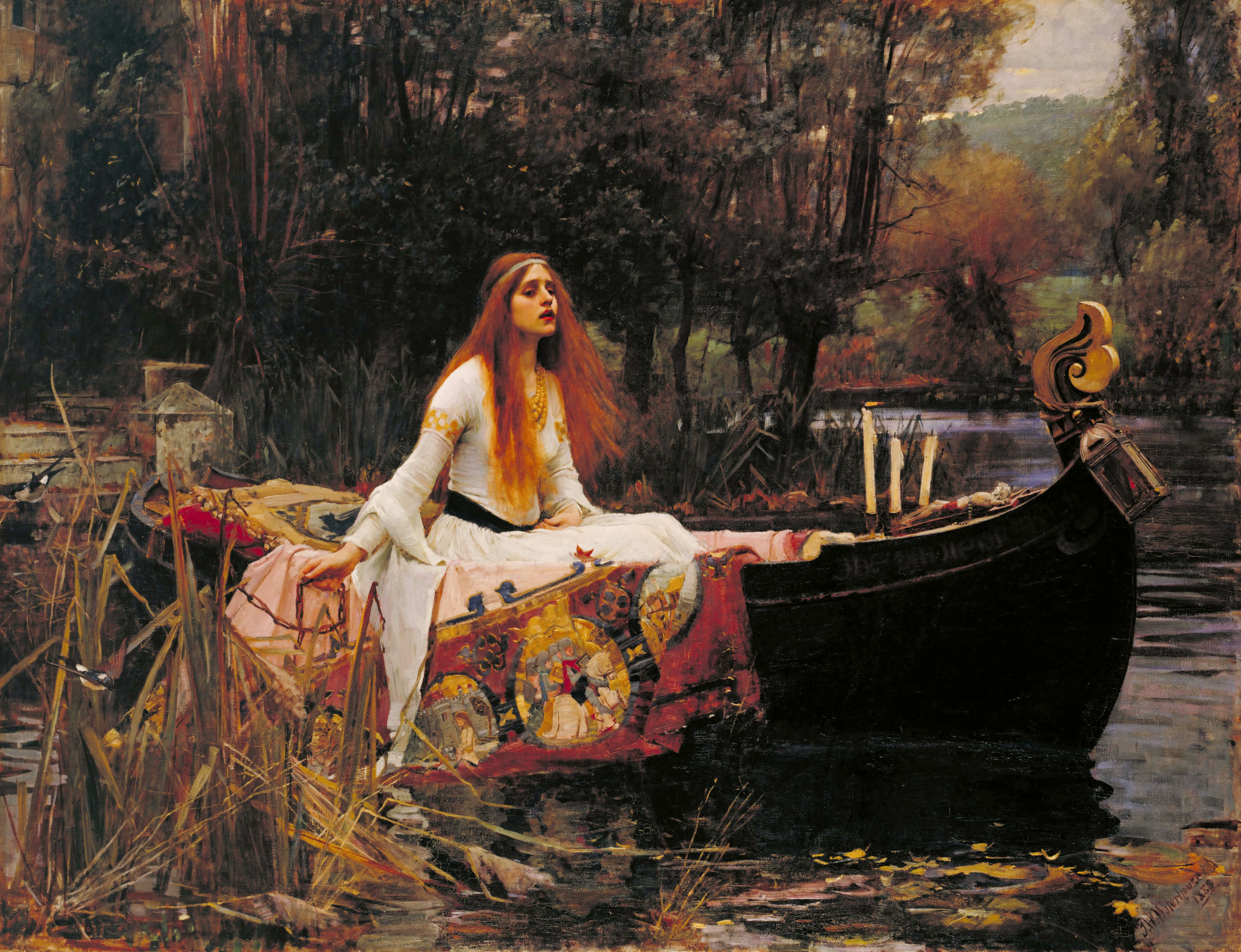
«Леди из Шалот» Дж. Уотерхауса (1888)

Эстер Кенуорти Уотерхаус родилась 5 октября 1857 года в Илинге в Западном Лондоне, одна из девяти детей художника и школьного учителя Джеймса Лис Кенуорти и школьной учительницы Элизабет Кенуорти.
8 сентября 1883 года она вышла замуж за своего коллегу-художника Джона Уильяма Уотерхауса в приходской церкви в Илинге. Первоначально они жили в специально построенной художественной колонии в Примроуз-Хилл, где в домах были студии. Примерно в 1900 году семья переехала в Сент-Джонс-Вуд. Считается, что при написании полотна «Леди из Шалот» именно она была моделью для мужа.

## Творчество
В 1881—1890 годах регулярно выставляла свои цветочные картины в Королевской академии и в Королевском обществе британских художников в Лондоне. Кроме этого её картины экспонировались в галереях Манчестера, Бирмингема, Ливерпуля и других художественных салонах. В 1890 году она неожиданно прекратила выставлять свои картины вплоть до 1925 года, когда она выставила свою картину «Маргаритки», видимо, из-за финансовых трудностей в связи со смертью мужа в 1917 году. Кроме этого она писала театральные обзоры. В последние годы жизни занималась декоративной керамикой.

## Последние годы жизни
После смерти мужа в 1917 году испытывала финансовые трудности. Она продала многие из его картин из студии в Сент-Джонс-Вуд. Однако в этот период произведения искусства не продавались по хорошей цене, и, пытаясь собрать средства до того, как цены ещё больше упали, она организовала продажу оставшегося содержимого студии на аукционе Кристис 23 июля 1926 года. К ноябрю 1933 года их дом на Холл-Роуд был выставлен на продажу. Эстер жила в гостинице. Детей у них не было, так как, видимо она сама не хотела, будучи самой выросшей в многодетной семье, причём в доме всегда находились ученики её родителей.
Эстер умерла 15 декабря 1944 года в доме престарелых в Фавершеме в результате кровоизлияния в мозг. Похоронена вместе со своим мужем на кладбище Кенсал-Грин.
Её портрет кисти Джона Уотерхауза находится в музее Уэстон-Парка (Шеффилд).